# Just Dance 2025 Edition
Just Dance 2025 Edition é um jogo de ritmo de dança de 2024 desenvolvido e publicado pela Ubisoft. Foi revelado em 18 de junho de 2024, durante a apresentação do Nintendo Direct de junho de 2024 como o décimo sexto episódio da série e o terceiro pacote anual de músicas após seus antecessores Just Dance 2023 Edition e 2024 Edition. O jogo foi lançado em 15 de outubro de 2024 para Nintendo Switch, PlayStation 5 e Xbox Series X/S.

## Jogabilidade
Tal como acontece com as versões anteriores da franquia, os jogadores devem imitar a coreografia do treinador na tela para uma música escolhida usando o aplicativo do smartphone associado ao jogo (os jogadores do Nintendo Switch têm a opção de usar o Joy-Con do console como controladores).

## Trilha sonora
As seguintes músicas estão confirmadas para aparecer no Just Dance 2025 Edition:
| Música                                     | Artista                                                  | Ano  |
| ------------------------------------------ | -------------------------------------------------------- | ---- |
| "Bang Bang! (My Neurodivergent Anthem)"    | Galantis                                                 | 2023 |
| "Basket Case"                              | Green Day                                                | 1994 |
| "Break Up with Your Girlfriend, I’m Bored" | Ariana Grande                                            | 2019 |
| "Calabria 2007"                            | Enur Feat. Natasja                                       | 2007 |
| "Chattahoochee"                            | Alan Jackson                                             | 1993 |
| "Control Response"                         | Hyper                                                    | 2020 |
| "Dubidubidu (Chipi Chipi Chapa Chapa)"     | Christell                                                | 2003 |
| "Espresso”                                 | Sabrina Carpenter                                        | 2024 |
| "Exes"                                     | Tate McRae                                               | 2023 |
| "Halloween's Here"                         | The Just Dance Band                                      | 2024 |
| "In the Shadows"                           | The Rasmus                                               | 2003 |
| "In Your Eyes (Remix)"                     | The Weeknd Feat. Doja Cat                                | 2020 |
| "Lovin on Me"                              | Jack Harlow                                              | 2023 |
| "Lunch"                                    | Billie Eilish                                            | 2024 |
| "Mi Gente lo Siente"                       | Don Elektron and Gotopo                                  | 2024 |
| "Move Your Body"                           | The Sunlight Shakers                                     | 2024 |
| "My Heart Will Go On"                      | Celine Dion                                              | 1997 |
| "One Last Time"                            | Ariana Grande                                            | 2015 |
| "Padam Padam"                              | Kylie Minogue                                            | 2023 |
| "Paint the Town Red"                       | Doja Cat                                                 | 2023 |
| "Party in the U.S.A."                      | Miley Cyrus                                              | 2009 |
| "Payphone"                                 | Maroon 5                                                 | 2012 |
| "Pink Venom"                               | Blackpink                                                | 2022 |
| "Play Date”                                | Melanie Martinez                                         | 2015 |
| "Poker Face"                               | Lady Gaga                                                | 2008 |
| "Sleigh Ride"                              | Mrs. Claus and the Elves (ficou famoso por The Ronettes) | 1963 |
| "Something I Can Feel"                     | Mandy Harvey                                             | 2022 |
| "SpongeBob's Birthday"                     | Groove Century                                           | 2024 |
| "Stop This Fire"                           | Nius                                                     | 2024 |
| "Sunlight"                                 | The Just Dance Band                                      | 2024 |
| "Sweet Melody"                             | Little Mix                                               | 2020 |
| "The Boy Is Mine"                          | Ariana Grande                                            | 2024 |
| "The Lion Sleeps Tonight (Wimoweh)"        | The Tokens                                               | 1961 |
| "Training Season"                          | Dua Lipa                                                 | 2024 |
| "Unstoppable"                              | Sia                                                      | 2016 |
| "Vogue"                                    | Madonna                                                  | 1990 |
| "We Can't Be Friends (Wait for Your Love)" | Ariana Grande                                            | 2024 |
| "Whenever, Wherever"                       | Shakira                                                  | 2001 |
| "Yeah!"                                    | Usher Feat. Lil Jon                                      | 2004 |
| "Yes, And?"                                | Ariana Grande                                            | 2024 |
| "You Love Who You Love"                    | Zara Larsson                                             | 2024 |

1. 1 2  Disponivel gratuitamente no Just Dance+ por tempo limitado, de 20 de agosto a 3 de setembro de 2024, como parte do acesso antecipado do jogo.

### Just Dance+
Just Dance+ continua a ser oferecido na Edição 2025, oferecendo músicas recentemente portadas de jogos Just Dance anteriores, bem como músicas exclusivas do serviço.
Músicas exclusivas do serviço incluem:
| Música                         | Artista                                | Ano  | Data de lançamento     |
| ------------------------------ | -------------------------------------- | ---- | ---------------------- |
| "Pigstep"                      | Lena Raine, Minecraft, e Dancing Bros. | 2024 | 11 de dezembro de 2024 |
| "Apple"                        | Charli XCX                             | 2024 | 28 de janeiro de 2025  |
| "Feel So Close"                | Calvin Harris                          | 2011 | 28 de janeiro de 2025  |
| "I Like the Way You Kiss Me"   | Artemas                                | 2024 | 28 de janeiro de 2025  |
| "Centuries"                    | Fall Out Boy                           | 2014 | Fevereiro de 2025      |
| "La Bachata"                   | Manuel Turizo                          | 2022 | 8 de abril de 2025     |
| "Si Antes Te Hubiera Conocido" | Karol G                                | 2024 | 8 de abril de 2025     |
| "Soltera"                      | Shakira                                | 2024 | 8 de abril de 2025     |
| "Material Girl"                | Madonna                                | 1985 | 20 de maio de 2025     |
| Tikitaka                       | Golazul                                | 2025 | 2 de julho de 2025     |

1. ↑  Vinculado ao ''Minecraft
2. 1 2 3  Músicas lançadas no pacote de música Fitness.
3. 1 2 3  Também incluído no pacote de músicas Fiesta Latina
4. ↑  Música criada pela Ubisoft em parceria com a Visa.

## Ligações Externas
- Sítio oficial